# San Gabriel y San Ignacio
San Gabriel y San Ignacio es una localidad del estado mexicano de Guanajuato. Es parte del municipio de Pénjamo.

## Toponimia
El nombre «San Gabriel y San Ignacio» hace referencia a los santos patronos de la localidad: Gabriel Arcángel e Ignacio de Loyola.

## Demografía
| Gráfica de evolución demográfica |
|                                  |

| Censo | Población |
| ----- | --------- |
| 1900  | 356       |
| 1910  | 352       |
| 1921  | 146       |
| 1930  | 329       |
| 1940  | 135       |
| 1950  | 135       |
| 1960  | 557       |
| 1970  | 666       |
| 1980  | 887       |
| 1990  | 990       |
| 2000  | 1 060     |
| 2010  | 1 147     |
| 2020  | 1 280     |